# Бартошиляс
Бартошиляс (пол. Bartoszylas) — село в Польщі, у гміні Стара Кішева Косьцерського повіту Поморського воєводства.
Населення — 186 осіб (2011).
У 1975-1998 роках село належало до Гданського воєводства.

## Демографія
Демографічна структура станом на 31 березня 2011 року:
|          | Загалом | Допрацездатний вік | Працездатний вік | Постпрацездатний вік |
| -------- | ------- | ------------------ | ---------------- | -------------------- |
| Чоловіки | 98      | 19                 | 70               | 9                    |
| Жінки    | 88      | 22                 | 44               | 22                   |
| Разом    | 186     | 41                 | 114              | 31                   |